# Arlette Law-Kwan
Arlette Law-Kwan, née vers 1941, est une joueuse et dirigeante malgache de basket-ball.

## Carrière
Elle est capitaine de l'équipe de Madagascar de basket-ball féminin championne d'Afrique en 1970, participe au Championnat du monde de basket-ball féminin 1971 et obtient la médaille d'argent des Jeux africains de 1973.
Devenue par la suite entraîneur, elle a aussi été conseillère technique au Ministère de la Population, de la jeunesse et du sport, membre du conseil d’administration de Tafita, un organe de développement et de promotion du sport, ou encore professeur de danse à l'École nationale des éducations physiques et sportives (ENEPS).